# 1997年上海
|        | 上海历史 |
| 世紀： | 19世紀上海 \| 20世紀上海 \| 21世紀上海                                                                                     |
| 年代： | 1960年代上海 \| 1970年代上海 \| 1980年代上海 \| 1990年代上海 \| 2000年代上海 \| 2010年代上海 \| 2020年代上海               |
| 年份： | 1993年上海 \| 1994年上海 \| 1995年上海 \| 1996年上海 \| 1997年上海 \| 1998年上海 \| 1999年上海 \| 2000年上海 \| 2001年上海 |
| 紀年： | 丁丑年（牛年）、上海开埠154周年、上海设市70周年                                                                            |

## 主要官员

### 党委
- 市委书记：黄菊

### 人大
- 人大常委会主任：叶公琦

### 政府
- 市长：徐匡迪

### 法院
- 院长：胡瑞邦

### 检察院
- 检察长：倪鸿福

### （党）纪委
- 书记：张惠新

### 政协
- 主席：陈铁迪

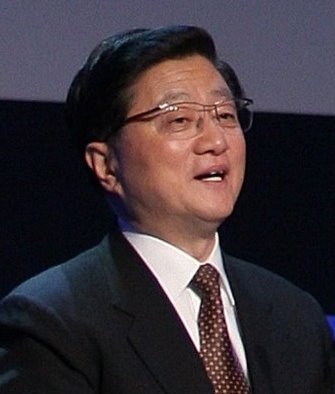
市委书记黄菊
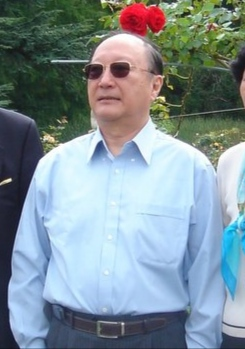
市长徐匡迪

## 大事記

### 1月
- 1月6日，中国科学院上海生物化学研究所研究员洪国藩为首的科学家，在世界上首次“绘出”高分辨率水稻基因组物理全图。
- 1月7日，上海城建(集团)公司成立。
- 1月28日，由日本国际协力事业团负责设计的上海浦东国际机场总图和一期工程飞行区的扩初设计文件在市政府会议厅举行交接仪式。
- 1月31日，上海市证券业协会成立。

### 2月
- 2月20日，中共上海市委举行常委扩大会议，认真学习《告全党全军全国各族人民书》，深切悼念邓小平。
- 2月28日，市房地产交易中心揭幕开业。

### 3月
- 3月18日
  - 纪念联合国亚洲及太平洋经济社会委员会成立50周年上海研讨会召开。
  - 《上海市人民政府与中国银行关于“九五”期间共同落实浦东外汇贷款有关事项备忘录》签字仪式在上海举行。5年中，中行将安排15亿美元的外汇贷款，支持浦东建设。
- 3月20日，市作协召开第六次会员大会，市委书记黄菊出席会议并讲话。罗洛当选市作协主席。
- 3月26日，“香港：联系京沪穗、携手创繁荣”大型研讨会在上海举行。香港特别行政区首任行政长官董建华、上海市常务副市长陈良宇出席并作演讲。
- 3月29日
  - 上海绿地集团、上海绿地(集团)有限公司成立。
  - 上海高校首家大学生禁烟协会在上海医科大学成立。

### 4月
- 4月1日
  - 上海市农业局更名为上海市农林局，正式运作。
  - 上海首届动物艺术节在上海动物园开幕。
- 4月5日，《上海—旧金山友好互利交流项目备忘录(1997～1998年)》在上海举行签字仪式。
- 4月7日，上海市1997年精神文明建设工作会议召开。会议表彰了全行业规范服务达标行业9个，市级文明小区168个，市级文明单位1000个和精神文明“十佳好事”。同日中共中央政治局委员、国务委员李铁映参加在上海召开的第八届全国运动会筹备工作现场办公会。
- 4月9～10日，国际商会第三十二届世界大会在上海举行。国务院总理李鹏应邀在开幕式上发表讲话，国务院副总理李岚清，国务委员李铁映，上海市委书记黄菊、市长徐匡迪出席了开幕式，有74个国家和地区的1000多名代表出席会议。
- 4月16～17日，第九次太平洋亚洲旅行协会(PATA)分会世界大会在上海召开。有29个国家和地区的200名代表参加。
- 4月25日，上海中医药大学庆祝建校40周年。江泽民、李鹏、李岚清等分别题词祝贺。
- 4月26日，上海国际茶文化节开幕。

### 5月
- 5月10日～11日联合国秘书长科菲·安南访问上海。
- 5月12日，经国务院批准，金山县与中国石化总公司上海金山实业公司联合建政，撤销金山县，设立金山区。金山区以原金山县的行政区域为区域，面积586.05平方公里，人口为55.37万，区人民政府驻金山卫镇。
- 5月17日
  - 同济大学举行建校90周年庆祝大会。江泽民、李鹏、乔石、李瑞环等分别题词祝贺。全国政协副主席钱伟长等参加校庆。
  - 中国光大集团上海地区总部成立。
- 5月19日，首列上海至九龙的99次沪港直通旅客列车开行。
- 5月26日，《上海市与利物浦市加强友好合作交流意向书》在上海签字。
- 5月28日，龙华烈士纪念馆开馆。市委书记黄菊为新馆揭幕。

### 6月
- 6月2日,上海市市长徐匡迪教授授予7位外国友人“上海市荣誉市民”称号，颁发证书和证章。这是上海市首次给予外国人这一称号。
- 6月3日,中国第一座超高层现代化医疗大楼——上海长征医院新楼落成。中央军委主席江泽民题写院名。
- 6月11日，英国金融时报上海分社举行开业典礼。
- 6月11日～17日，应阿根廷罗萨里奥市的邀请，以上海市市长代表、市政协主席陈铁迪为团长的上海市代表团访问该市，签署《上海—罗萨里奥缔结友好城市关系协议书》。
- 6月12日，上海通用汽车有限公司和泛亚汽车技术中心有限公司在浦东金桥出口加工区举行成立大会暨奠基仪式。这是目前中国最大的中美合资项目。
- 6月14日，上海市人民政府赠送给香港特别行政区的礼品《浦江庆归》工艺品举行运送仪式。
- 6月19日，中国共产党上海市代表会议召开。选举产生71名上海市出席中国共产党第十五次全国代表大会的代表。
- 6月24日，黄浦江上第三座斜拉桥——徐浦大桥建成通车。中共中央总书记江泽民题写桥名。
- 6月30日，上海举行“迎香港回归，颂伟大祖国——浦江两岸百支歌队万人唱”活动，迎接7月1日香港回归。

### 7月
- 7月1日
  - 上海举行各界喜庆香港回归祖国大会
  - 上海地铁一号线与其南延伸段全线联通试运营。
- 7月3日，比利时驻上海总领事馆重新开馆仪式举行。
- 7月8日，由国家开发银行全额提供、上海浦东发展银行代理的浦东国际机场项目30亿元贷款签约仪式在上海举行。

### 8月
- 8月4日，上海市首批认定的34件著名商标揭晓。
- 8月12日，中华人民共和国第八届运动会组委会在上海成立。国家体委主任伍绍组任组委会主任，上海市市长徐匡迪教授任执行主任，国家体委副主任袁伟民、上海市副市长龚学平任常务副主任。
- 8月13日，总投资4.1亿美元的上海索广映像有限公司，彩色显示器、彩色显像管和彩电一期工程三条生产线在浦东新区全面投产。
- 8月18日，中国海运(集团)总公司在上海成立。由上海海运(集团)公司、广州海运(集团)公司、大连海运(集团)公司和中国海员对外技术服务有限公司、中交船业公司等5家国有企业组成。
- 8月18日～19日，第十一号台风影响上海市。风力达8～11级，暴雨和天文大潮使黄浦江苏州河口潮位达5.72米，创1913年来最高纪录。
- 8月23日，八运会上海采火仪式在中国共产党第一次全国代表大会会址纪念馆前举行。市长徐匡迪等出席仪式。同日，由上海市采集的八运会“团结进步之火”运抵北京。
- 8月27日，上海环球金融中心在浦东陆家嘴中央商务区举行开工仪式。该中心设计总高度460米，地上建筑物为94层，总建筑面积33.57万平方米。
- 8月29日，上海报载中共中央决定，陈至立任国家教育委员会党组书记，不再担任上海市委副书记、常委、委员职务。

### 9月
- 9月1日，上海口岸海上集装箱国际转运业务正式投入运营。
- 9月2日，第八届全运会“奔向新世纪”火炬传递活动上海市起跑仪式在市人民广场举行。市委书记黄菊点燃主火炬，市长徐匡迪致词。
- 9月10日
  - 江泽民、李鹏、乔石、丁关根、李岚清等在北京展览馆参观“辉煌的五年”成就展上海展厅，上海市委书记黄菊、市长徐匡迪等陪同。
  - 出席中国共产党第十五次全国代表大会的上海代表71人抵达北京。
- 9月11日，上海市三项重大市政工程沪闵高架路、虹桥路拓宽和延安西路立交匝道同时竣工投入使用。
- 9月17日，中国进出口银行与上海浦东国际机场公司在北京签署400亿元日元贷款转贷协议。
- 9月20日，上海财经大学举行建校80周年庆祝大会。江泽民、李鹏、李岚清分别题词祝贺。

### 10月
- 10月9日，上海医科大学附属华山医院举行建院90周年庆祝大会。江泽民、李鹏分别题词祝贺。
- 10月12日--24日中华人民共和国第八届全国运动会在上海举行。
  - 10月12日，国家主席江泽民在上海体育场宣布开幕。
  - 10月24日，国务院总理李鹏在上海体育馆宣布闭幕。国际奥委会主席萨马兰奇于12～14日在上海观摩八运会。
- 10月13日，市长徐匡迪会见香港特别行政区首任行政长官董建华一行。
- 10月14日，上海各民主党派、工商联代表325名组团赴京参加各民主党派、全国工商联全国代表大会。
- 10月15日 上海浦东国际机场全面开工，中共中央总书记江泽民出席开工仪式，并为浦东国际机场奠基。
- 10月17日
  - 上海报载中共中央决定，龚学平任中共上海市委常委、副书记。上海市十届人大常委会第三十九次会议根据市长徐匡迪的提请，决定免去龚学平的上海市副市长职务。
  - 上海医科大学举行建校70周年庆祝大会。江泽民、李鹏、李岚清分别题词祝贺。
- 10月25日～11月2日 第三届上海国际电影节举行。有43个国家和地区、201家影片公司的246部影片参赛和参展。

### 11月
- 11月2日～8日 ，97上海旅游节举行。200多万中外游客参加观光活动。
- 11月5日，《上海市—阿根廷罗萨里奥市友好交流项目备忘录(1997～1998年)》在上海签字。
- 11月7日～11日，中共中央政治局常委、书记处书记胡锦涛在上海考察。
- 11月11日，上海和加拿大蒙特利尔市《关于城市发展和城市管理合作协议》等文件在上海签字。
- 11月15日～19日，第六届上海国际广播音乐节举行。来自35个国家和地区的175家电台、机构参加。
- 11月24日，市委、市政府召开上海市承办八运会工作总结表彰大会。上海市体育代表团、上海游泳队获嘉奖，18个承办单位获优秀组织奖。
- 11月27日，上海音乐学院举行建校70周年庆祝活动。江泽民、李鹏、乔石、李瑞环、李岚清分别题词祝贺。
- 11月28日，延安高架路(东段)全面建成通车。

### 12月
- 12月2日，香港恒生银行上海分行在浦东开业。
- 12月10日，宝山区“自筹、自建、自还”的逸仙路高架道路动工。
- 12月12日，第十五届电视金鹰奖颁奖典礼在上海举行。上海作品获11项最佳奖。
- 12月15日，全国“九五”重点出版项目——《二十五史新编》，由上海古籍出版社出版。
- 12月17日
  - 中德合资的上海克虏伯不锈钢有限公司在北京人民大会堂签约成立。国务院副总理邹家华、上海市市长徐匡迪等出席签约仪式。
  - 长寿路拓宽改造工程竣工。
- 12月19日，上海证券交易所新址开业暨上海证券大厦落成庆典仪式举行。市长徐匡迪为从浦西迁址浦东的上海证券交易所敲响第一记开市锣声。
- 12月21日～25日 中国共产党上海市第七次代表大会在上海展览中心举行。出席代表798人，特邀代表28人。
- 12月23日，申新巴士有限公司成立。由公交二汽公司与新加坡新巴国际控股有限公司合资组建。
- 12月28日～30日 上海市第十届人民代表大会第六次会议在上海展览中心举行，选举67名九届全国人大代表。
- 12月31日，全长13.6公里的上海地铁二号线12个车站全面开工